# لو بو
لو بو (()درگذشته ۷ فوریه ۱۹۹) با نام محترم فنگ‌ژیان یک سیاستمدار و جنگ سالار ارتش چین بود که در اواخر سلسله هان شرقی در چین زندگی می‌کرد. او که در اصل تابع یک جنگ سالار کوچک، دینگ‌یوان بود، به دینگ یوان خیانت کرد و به قتل رساند و به دونگ ژئو، فرمانده جنگی که دولت مرکزی هان را در اوایل دهه ۱۹۰ کنترل می‌کرد، متواری شد. در سال ۱۹۲، او به دونگ ژئو روی آورد و پس از تحریک وانگ یون و شیسون روئی او را کشت، اما بعداً توسط پیروان دونگ ژئو شکست خورد و رانده شد.
از سال ۱۹۲ تا اواسط سال ۱۹۵، لو بو در مرکز و شمال چین سرگردان بود و متوالی به دنبال سرپناهی برای جنگ سالارانی مانند یوان شو، یوان شائو و ژانگ یانگ بود. در سال ۱۹۴، او توانست کنترل استان یان را از جنگ سالار سائو سائو با کمک فراریان طرف سائو به دست بگیرد، اما سائو در عرض دو سال قلمروهای خود را پس گرفت. در سال ۱۹۶، لو بو علیه لیو بی، که به او پیشنهاد پناهندگی در استان ژو را داده بود، روی آورد و کنترل استان را از میزبان خود گرفت. اگرچه او قبلاً با یوان شو موافقت کرده بود، اما پس از اینکه یوان خود را امپراتور اعلام کرد - خیانت به امپراتور شیان هان - روابط خود را با او قطع کرد و به سائو و دیگران در حمله به مدعی پیوست. با این حال، در سال ۱۹۸، او دوباره با یوان شو طرف شد و مورد حمله نیروهای ترکیبی سائو و لیو قرار گرفت که نتیجه آن شکست او در نبرد شیاپی در سال ۱۹۹ بود. او سرانجام به دستور سائو سائو دستگیر و اعدام شد.
اگرچه لو بو در منابع تاریخی و داستانی به‌عنوان یک جنگجوی فوق‌العاده قدرتمند توصیف می‌شود، اما او همچنین به خاطر رفتار خلقی‌اش بدنام بود. او به‌طور نامنظم بیعت خود را تغییر داد و آزادانه به متحدان خود خیانت کرد. او همیشه به دیگران مشکوک بود و نمی‌توانست زیردستان خود را کنترل کند. همه این عوامل در نهایت منجر به سقوط او شد. در رمان تاریخی قرن چهاردهم، رمان سه پادشاهی، جزئیات زندگی او دراماتیزه می‌شود و برخی عناصر ساختگی - از جمله عاشقانه او با دوشیزه خیالی دیائوچان - اضافه می‌شود تا او را به عنوان یک جنگجو تقریباً بی چون و چرا نشان دهد که همچنین یک بی‌رحم بود و فاقد اخلاق.